# Ejtanim
Ejtanim (hebrejsky אֵיתָנִים, v oficiálním přepisu do angličtiny Etanim, přepisováno též Eitanim) je ústav sociální péče a obec v Izraeli, v Jeruzalémském distriktu, v Oblastní radě Mate Jehuda.

## Geografie
Leží v nadmořské výšce 770 metrů na zalesněných svazích Judských hor. Východně od obce protéká hlubokým údolím potok Nachal Cuba, na jehož protější straně se zvedá vrch Har Ejtan. Jihozápadě od Ejtanim stoupá terén k hoře Har Tajasim. Na severu je zářez údolí vádí Nachal Tajasim.
Obec se nachází 41 kilometrů od břehu Středozemního moře, cca 45 kilometrů jihovýchodně od centra Tel Avivu, cca 13 kilometrů západně od historického jádra Jeruzalému a cca 10 kilometrů severovýchodně od Bejt Šemeš. Ejtanim obývají Židé, přičemž osídlení v tomto regionu je etnicky převážně židovské.
Ejtanim je na dopravní síť napojen pomocí lokální silnice číslo 395.

## Dějiny
Ejtanim byl založen v roce 1952. Už roku 1942 zde v lokalitě zvané tehdy arabsky Dejr Amr vznikl areál sirotčince pro arabské děti. Součástí komplexu byla i farma. Roku 1946 měl tento ústav cca 60 chovanců. Během války za nezávislost v roce 1948 byla osada dobyta Izraelci. Původní zástavba arabského sirotčince byla ponechána a postupně doplňována o další budovy.
Roku 1950 zde Izraelci zřídili sanatorium pro léčbu tuberkulózy. 1952 bylo proměněno na ústav pro výchovu mentálně postižených dětí. Areál poskytuje mentálně postiženým dětem základní výchovu, terapii i vzdělání.

## Demografie
K 31. prosinci 2014 zde žilo 99 lidí. Během roku 2014 registrovaná populace klesla o 43,4 %.
| Rok            | 1961 | 1972 | 1983 | 1995 | 2001 | 2003 | 2004 | 2005 | 2006 | 2007 | 2008 | 2009 | 2010 | 2011 | 2012 | 2013 | 2014 |
| -------------- | ---- | ---- | ---- | ---- | ---- | ---- | ---- | ---- | ---- | ---- | ---- | ---- | ---- | ---- | ---- | ---- | ---- |
| Počet obyvatel | 99   | 168  | 265  | 229  | 206  | 203  | 200  | 196  | 192  | 190  | 184  | 74   | 65   | 76   | 181  | 175  | 99   |